# Saint-Vincent-de-Mercuze
Saint-Vincent-de-Mercuze är en kommun i departementet Isère i regionen Auvergne-Rhône-Alpes i sydöstra Frankrike. Kommunen ligger i kantonen Le Touvet som tillhör arrondissementet Grenoble. År 2022 hade Saint-Vincent-de-Mercuze 1 520 invånare.

## Befolkningsutveckling
Antalet invånare i kommunen Saint-Vincent-de-Mercuze
Referens:INSEE